# Euchalcis minor
Euchalcis minor är en stekelart som beskrevs av Hoffer 1951. Euchalcis minor ingår i släktet Euchalcis och familjen bredlårsteklar.
Artens utbredningsområde är Slovakien. Inga underarter finns listade i Catalogue of Life.